# Fatal Fury
Fatal Fury, znana też jako Fatal Fury: King of Fighters – bijatyka 2D, stworzona przez SNK, wydana w roku 1991 na automaty oraz konsole Neo Geo. To pierwsza gra z serii Fatal Fury Głównymi bohaterami są bracia Terry Bogard Andy Bogard, oraz ich przyjaciel, kickboxer Joe Higashi - biorą oni udział w turnieju, który zorganizował Geese Howard, jeden z szefów przestępczego świata, który wcześniej zabił ojca braci Bogard. Wiele postaci z Fatal Fury wystąpiło później jako grywalne postacie w innej serii bijatyk SNK - King of Fighters. Byli to główni bohaterowie, Gesse Howard, a także Billy Kane, jeden z głównych ludzi Gesse'a, posługujący się w walce kijem.

## Rozgrywka
Gra jest typową bijatyką 1 na 1, gdzie gracz za pomocą kopnięć i uderzeń musi zabrać przeciwnikowi cały pasek życia. Gracz może wybierać swoją postać tylko z trójki głównych bohaterów. Do tego możliwe jest blokowanie ataków, przez użycie ruchu w tył, a także rzutów. Postacie mają do dyspozycji specjalne ataki, jak fireballe, które wykonuje się specjalną kombinacją klawiszy. Wyjątkową cechą tej serii jest występowanie dwóch planów, na których toczy się walka - w pierwszej części ten element jest ważny, często wróg jest w stanie uciec przed specjalnym atakiem właśnie na drugi plan.